# Eleutherodactylus dilatus
Eleutherodactylus dilatus es una especie de anfibio anuro de la familia Eleutherodactylidae.

## Distribución geográfica
Esta especie es endémica de Guerrero en México. Habita en las cercanías de Chilpancingo a unos 2250 m sobre el nivel del mar en la Sierra Madre del Sur.

## Publicación original
- Davis & Dixon, 1955 : Notes on Mexican toads of the genus Tomodactylus with the descriptions of two new species. Herpetologica, vol. 11, p. 154-160.[5]